# Dungal Macdowell

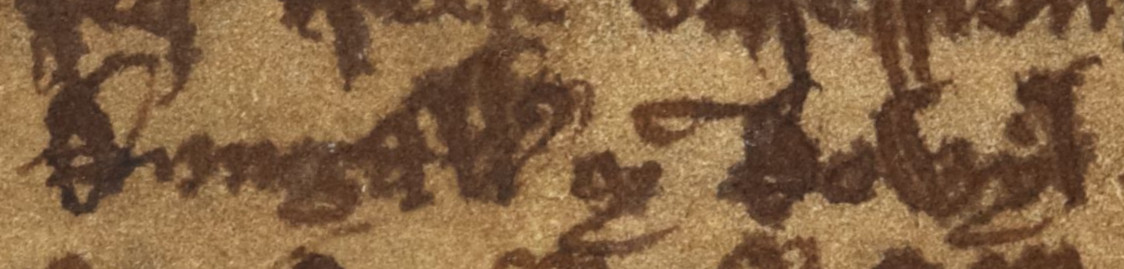
Der Name von Dungal (Dungalli Mac Dowyl) auf einer vor 1500 veröffentlichten Chronik der Isle of Man

Sir Dungal Macdowell (auch Dougal Macdowell oder Duncan Macdouall) († vor 1327) war ein schottischer Adliger und Militär.

## Herkunft und frühe Unterstützung der englischen Herrschaft in Schottland
Die Familie Macdowell gehörte im 13. Jahrhundert zu den führenden Adelsfamilien im gälisch geprägten Galloway. Nach der Freilassung des alten Thomas of Galloway, den viele Adlige als ihren rechtmäßigen Lord of Galloway ansahen, unterstützte die Familie den englischen König Eduard I. im Kampf gegen den schottischen König John Balliol. Auch als es ab 1297 zum Schottischen Unabhängigkeitskrieg gegen die englische Herrschaft kam, unterstützte Dungal Macdowell den englischen König.

## Kampf gegen Robert Bruce und Vertreibung aus Galloway
Im Frühjahr 1304 unterwarfen sich fast alle verbliebenen Rebellen, doch ab Februar 1306 rebellierte Robert Bruce gegen die englische Herrschaft und krönte sich zum König der Schotten. Während zahlreiche schottische Adlige nun Bruce unterstützten, blieb Macdowell weiter auf englischer Seite. Eduard I. erklärte die Besitzungen von zahlreichen Rebellen für verwirkt und vergab sie an seine Unterstützer. Dabei wurden die Besitzungen von Robert Boyd in Südwestschottland Macdowell zugesprochen. Nachdem Robert Bruce zunächst von englischen Truppen geschlagen wurde und auf die westschottischen Inseln flüchten musste, versuchte er Anfang 1307, nach Südwestschottland zurückzukehren. Im Februar 1307 landeten seine Brüder Alexander und Thomas Bruce mit einer kleinen Streitmacht, darunter Reginald Crawford, in Galloway. Die Truppe wurde rasch von Macdowell gestellt und gefangen genommen. Während er die weniger wichtigen Gefangenen gleich hinrichten ließ, sandte er Alexander und Thomas Bruce zum englischen König, der sie grausam hinrichten ließ. Trotz dieses Rückschlags konnte sich Robert Bruce aber behaupten und weitere Gebiete von Schottland erobern. Im Juni 1308 begann sein Bruder Edward Bruce mit Unterstützung durch Donald of Islay die Unterwerfung von Galloway. Dabei gingen sie mit äußerster Brutalität vor und plünderten und verwüsteten die Besitzungen der Unterstützer der Engländer. Die Unterstützer der englischen Herrschaft wurden geschlagen, und auch Macdowell musste mit seiner Familie flüchten. Er setzte seinen Kampf gegen Bruce auf englischer Seite fort. Robert Bruce ließ daraufhin während seines ersten Parlaments im März 1309 die Besitzungen von Macdowell für verwirkt erklären.

## Dienst als englischer Militär, Exil und Tod
Am 7. Februar 1313 musste Macdowell das seit langem belagerte Dumfries Castle an Robert Bruce übergeben. Dabei gewährte ihm der schottische König trotz seiner Rolle bei der Gefangennahme seiner Brüder freien Abzug. Macdowell übernahm nun das Kommando über Castle Rushen auf der Isle of Man. Im Mai oder Juni 1313 landeten jedoch schottische Truppen auf der Insel und zwangen Macdowell nach kurzer Belagerung vor dem 12. Juni 1313, auch diese Burg zu übergeben. Macdowell durfte sich nach England zurückziehen, wo er nachweislich im Mai 1319 vom englischen König Eduard II. eine Pension erhielt. Er starb wahrscheinlich vor 1327, als Friedensverhandlungen zwischen England und Schottland begannen, die zum Abschluss des Friedens von Edinburgh und Northampton führten. Bei den Verhandlungen schloss der schottische König eine Diskussion darüber aus, ob der Erbe von Macdowell seine Besitzungen zurückerhalten könne.